# Märagrundet, Nykarleby
Märagrundet är en ö i Finland. Den ligger i Norra kvarken eller Bottenviken och i kommunen Nykarleby i den ekonomiska regionen  Jakobstadsregionen i landskapet Österbotten, i den västra delen av landet. Ön ligger omkring 51 kilometer nordöst om Vasa och omkring 400 kilometer norr om Helsingfors.
Öns area är 3,9 hektar och dess största längd är 290 meter i nord-sydlig riktning.